# Јоргос Георгијадис
Јоргос Георгијадис (грч. Γιώργος Γεωργιάδης; Кавала, 8. март 1972) бивши је грчки фудбалер и тренутно фудбалски тренер.

## Каријера
Играо је на позицији везног играча. Георгијадис је за 11 година играња за грчку репрезентацију (1993—2004) наступио на 61 мечу и постигао 11 голова. Био је члан репрезентације Грчке која је освојила Европско првенство 2004. године. 

## Трофеји
Панатинаикос
- Првенство Грчке: 1995, 1996.
- Куп Грчке: 1994, 1995, 2004.

ПАОК
- Куп Грчке: 2001, 2003.

Олимпијакос
- Првенство Грчке: 2005.
- Куп Грчке: 2005.

Грчка
- Европско првенство: 2004.